# Lijst van beschermd erfgoed in Nijvel
Onderstaande tabel geeft een overzicht van beschermd erfgoed in de gemeente Nijvel. Het beschermd erfgoed maakt onderdeel uit van het cultureel erfgoed in België.
| Object | Bouwjaar/architect | Deelgemeente | Adres                       | Coördinaten                   | Nummer?                | Afbeelding |
| --- | ------------------ | ------------ | --------------------------- | ----------------------------- | ---------------------- | --- |
| Kapel van de Recolletten (M) |                    | Nijvel       |                             | 50° 35' 46" NB, 4° 19' 40" OL | 25072-CLT-0001-01 Info | Kapel van de Recolletten (M) |
| Park van Dodaine (S) |                    | Nijvel       |                             | 50° 35' 29" NB, 4° 19' 14" OL | 25072-CLT-0003-01 Info | Park van Dodaine (S) |
| Pandgang van het voormalige Sint-Gertrudisklooster (M)                                                                                   |                    | Nijvel       |                             | 50° 35' 52" NB, 4° 19' 25" OL | 25072-CLT-0004-01 Info | Pandgang van het voormalige Sint-Gertrudisklooster (M)                                                                                   |
| Kelders van het Sint-Gertrudiskapittel (M)                                                                                               |                    | Nijvel       |                             | 50° 35' 52" NB, 4° 19' 24" OL | 25072-CLT-0005-01 Info | |
| Collegiale Sint-Gertrudiskerk (M) |                    | Nijvel       |                             | 50° 35' 51" NB, 4° 19' 25" OL | 25072-CLT-0006-01 Info | Collegiale Sint-Gertrudiskerk (M) |
| Stadhuis (M) |                    | Nijvel       |                             | 50° 35' 52" NB, 4° 19' 22" OL | 25072-CLT-0007-01 Info | |
| Fontaine-Perron (M) |                    | Nijvel       |                             | 50° 35' 49" NB, 4° 19' 23" OL | 25072-CLT-0008-01 Info | Fontaine-Perron (M) |
| Toren Simone (M) |                    | Nijvel       | Rue Seutin                  | 50° 35' 48" NB, 4° 19' 11" OL | 25072-CLT-0009-01 Info | Toren Simone (M) |
| Gebouw "La Tourette" (M) |                    | Nijvel       | Avenue de la Tour de Guet   | 50° 35' 34" NB, 4° 19' 8" OL  | 25072-CLT-0010-01 Info | Gebouw "La Tourette" (M) |
| Refugie van de Trinitariërspriorij van Orival (M)                                                                                        |                    | Nijvel       | Rue de Bruxelles 29         | 50° 35' 58" NB, 4° 19' 28" OL | 25072-CLT-0011-01 Info | |
| Toren Renard (M) |                    | Nijvel       | Rue Fief de Rognon 32       | 50° 35' 33" NB, 4° 19' 59" OL | 25072-CLT-0012-01 Info | |
| Pachthoeve van Quertaimont (M) |                    | Nijvel       | Rue F. Delcroix 32          | 50° 36' 11" NB, 4° 19' 55" OL | 25072-CLT-0013-01 Info | Pachthoeve van Quertaimont (M) |
| Kasteeldomein van Fonteneau (S) |                    | Nijvel       | Chaussée de Bruxelles 85    | 50° 36' 33" NB, 4° 19' 57" OL | 25072-CLT-0015-01 Info | Kasteeldomein van Fonteneau (S) |
| Domein de la Potte (S) |                    | Nijvel       | Chaussée de Bruxelles 91-95 | 50° 36' 44" NB, 4° 20' 2" OL  | 25072-CLT-0016-01 Info | |
| Bos van Sépulcre (S) |                    | Nijvel       |                             | 50° 36' 45" NB, 4° 18' 22" OL | 25072-CLT-0017-01 Info | |
| Klooster van de Annonciaden (M) |                    | Nijvel       | Rue de Saintes 48           | 50° 35' 45" NB, 4° 19' 34" OL | 25072-CLT-0018-01 Info | |
| Gebouw: gevels en daken (M) |                    | Nijvel       | Faubourg de Charleroi 98    | 50° 35' 25" NB, 4° 19' 47" OL | 25072-CLT-0019-01 Info | |
| Herenhuis van de baron Taye of de markies van Wemmel (M)                                                                                 |                    | Nijvel       | rue de la religion n° 10    | 50° 35' 43" NB, 4° 19' 36" OL | 25072-CLT-0021-01 Info | Herenhuis van de baron Taye of de markies van Wemmel (M)                                                                                 |
| Parochiekerk Sint-Margaretha (M) ensemble van de kerk, de begraafplaats, de pastorie en de tuin en de weg langs de muur van de hoeve (S) |                    | Thines       | Rue du Culot                | 50° 35' 52" NB, 4° 22' 6" OL  | 25072-CLT-0022-01 Info | Parochiekerk Sint-Margaretha (M) ensemble van de kerk, de begraafplaats, de pastorie en de tuin en de weg langs de muur van de hoeve (S) |
| Parochiekerk Sint-Franciscus van Assisië (M)                                                                                             |                    | Bornival     | Rue du Centre               | 50° 36' 6" NB, 4° 16' 30" OL  | 25072-CLT-0023-01 Info | Parochiekerk Sint-Franciscus van Assisië (M)                                                                                             |
| Gevels en daken van het hoofdgebouw en het paviljoen (M)                                                                                 |                    | Nijvel       | Rue de Soignies 15          | 50° 35' 49" NB, 4° 19' 15" OL | 25072-CLT-0024-01 Info | |
| Pastorie van de Sint-Francisusparochie: gevels en daken (M)                                                                              |                    | Bornival     | Rue du Centre 40            | 50° 36' 5" NB, 4° 16' 29" OL  | 25072-CLT-0025-01 Info | Pastorie van de Sint-Francisusparochie: gevels en daken (M)                                                                              |
| Kasteelhoeve ferme du Seigneur of cijnshoeve Castia of hoeve van de twee torentjes (M)                                                   |                    | Bornival     | Rue du Centre 32-34         | 50° 36' 1" NB, 4° 16' 19" OL  | 25072-CLT-0026-01 Info | Kasteelhoeve ferme du Seigneur of cijnshoeve Castia of hoeve van de twee torentjes (M)                                                   |
| Parochiekerk Sint-Remigius: orgel en oksaal, aangrenzende muren en het plafond van de eerste travee (M)                                  |                    | Baulers      | Rue de l'Eglise             | 50° 36' 47" NB, 4° 21' 6" OL  | 25072-CLT-0027-01 Info | Parochiekerk Sint-Remigius: orgel en oksaal, aangrenzende muren en het plafond van de eerste travee (M)                                  |
| Hospitaalbos (S) |                    | Monstreux    |                             | 50° 35' 32" NB, 4° 15' 49" OL | 25072-CLT-0031-01 Info | |
| Bos van Arpes (S) |                    | Monstreux    |                             | 50° 34' 38" NB, 4° 16' 47" OL | 25072-CLT-0032-01 Info | |